# Nicolae Vasilescu-Karpen
Nicolae Vasilescu Karpen (n. 10 decembrie 1870, Craiova — d. 2 martie 1964, București),  a fost un om de știință, inginer, fizician și inventator român. A efectuat o importantă muncă de pionierat în domeniul elasticității, termodinamicii, electrochimiei și ingineriei civile. A fost membru titular al Academiei Române (din 1923).
A studiat și realizat pilele cunoscute sub denumirea de pile Karpen, care funcționează folosind căldura din mediul ambiant.

## Viața
S-a născut în Craiova la 10 decembrie 1870 (22 decembrie stil nou). Aici urmează cursurile școlii primare și Colegiul Național Carol I. După terminarea liceului, urmează cursurile Școlii Naționale de Poduri și Șosele din București absolvind-o în anul 1891, ca șef de promoție, pe când nici nu împlinise vârsta de 21 de ani. 
Timp de trei ani a activat ca inginer în Ministerul Lucrărilor Publice, unde a lucrat în domeniul căilor de comunicație. 
Atras de domeniul electrotehnicii, tânărul inginer român a plecat la Paris. Aici a frecventat cursurile Școlii Superioare de Electricitate, avându-l ca profesor pe Paul Janet și obținând diploma în anul 1900. În paralel, a frecventat și cursurile Universității, devenind licențiat în științe fizice în anul 1902. A rămas la Paris pentru a-și face doctoratul în fizică. După doi ani, în 1904, a obținut titlul de doctor cu teza Recherches sur l'effect magnétique des corps électrisés en mouvement, susținută în fața unei comisii formată din Gabriel Lippmann, Henri Poincaré și Henri Moissan.
Nicolae Vasilescu Karpen a fost numit profesor la catedra de electrotehnică a Universității din Lille, unde a activat timp de un an. În anul 1905 s-a întors în țară și a inaugurat cursul de electricitate și electrotehnică la catedra cu acest profil proaspăt înființată în cadrul Școlii Naționale de Poduri și Șosele din București. La izbucnirea primului Război Mondial (1914) este înrolat și construiește la Băneasa primul telegraf fără fir din estul Europei, antena acestuia având o rază de acțiune de peste 2000 km. Ca director al Școlii Naționale de Poduri și Șosele, are meritul de a fi elaborat - pe baza unui studiu amplu, documentat și realist - proiectul de transformare a acesteia în Școală Politehnică. Numit rector al noii universități, N. Vasilescu Karpen a deținut această funcție timp de 20 de ani, până în 1940.În 1948 a fost exclus din Academia Republicii Populare Române, fiind repus în drepturi abia în 1955.
A murit în 2 martie 1964, la venerabila vârstă de 94 ani.

## Activitatea
Și-a desfășurat activitatea de cercetare în domenii precum: elasticitate, aerodinamică, fizică atomică, termodinamică, electrostatică, teoria cinetică a gazelor, electromagnetism, chimie fizică, electrochimie și pile electrice. A efectuat studii asupra aderenței fierului la beton și a făcut cercetări asupra presiunii interne a lichidelor și mecanismului presiunii osmotice.
În anul 1909, a propus pentru prima oară în lume, printr-o notă adresată Academiei de Științe din Paris, folosirea curenților purtători de înaltă frecvență pentru telefonia prin cablu la mare distanță.
A scris și a participat la proiecte de centrale electrice și la proiecte de electrificare a orașelor (Câmpina, Constanța).
A fost membru de onoare al Societății Franceze a Electricienilor, doctor honoris causa al Institutului Politehnic din București și membru al Academiei Române (membru corespondent din 5 iunie 1919, membru titular din 6 iunie 1923, vicepreședinte între 1930-1932 și 1942-1944, președinte al secțiunii științifice între 1945-1948).
În 1928 a fost ales președinte al Comitetului Electrotehnic Român.
În 1931 a fost numit în funcția de ministru al Comerțului și Industriei în cabinetul Iorga.
Între anii 1931-1935 a fost președintele Asociația Generală a Inginerilor din România

## Lucrări importante
În sursele științifice sunt citate aproape 140 de lucrări publicate, dintre cele mai importante fiind:
- 1904 - Recherches sur l'effect magnétique des corps électrisés en mouvement (teza de doctorat, Paris, 1904)
- 1925 - Manual de electrotehnică generală
- 1934 - Pila electrică care folosește energia oxidantă din alcool
- 1942 - Electricitate
- 1944 - Nouvelle théorie des piles électriques : rôle des électrons piles contredisant le second principe de la thermodynamique, questions connexes
- 1953 - Pila electrică cu clorură de argint
- 1953 - Pila electrică cu concentrație de oxigen și termodinamica (despre legătura dintre această pilă și termodinamică)
- 1957 - Fenomene și teorii noi în electrochimie și chimie fizică

## Contribuții în electrochimie și termodinamică
În lucrarea din 1957 creatorul pilei explică modul de funcționare a pilelor create în contextul general valabil prezentat pentru toate pilele electrochimice. Autorul arată rolul esențial al electronilor în funcționarea tuturor pilelor electrochimice și compară energia electrică furnizată de destinderea izotermă a electronilor, de la concentrații mari la concentrații mici, cu energia destinderii, tot izoterme, a unui (mol de) gaz ideal, de la presiune mai mari la unele mai mici, cu preluare de căldură din mediul ambiant.
{\displaystyle E_{d}=R\ T\ln {\frac {p_{1}}{p_{2}}}}
{\displaystyle E=R\ T\ln {\frac {[e_{1}]}{[e_{2}]}}}
În pilele electrochimice obișnuite, tip Volta, Daniell, concentrația diferită a electronilor în vecinătatea electrozilor este menținută prin intermediul reacțiilor chimice de încărcare-descărcare. Autorul prezintă comparativ aspecte legate de reacțiile produse direct în afara dispozitivelor electrochimice și aceleași reacții prin dispozitivele electrochimice, cum ar fi atacul direct al zincului de sulfatul de cupru. Reacțiile directe prezintă necompensarea căldurii de reacție prin eliberare de energie electrică în exteriorul sistemului reactiv. Căldura de reacție necompensată a reacțiilor directe produce abateri de la izotermicitatea sistemului de reacție zinc-sulfat de cupru. 
Autorul mai analizează mecanismul efectului Volta și construirea unei pile cu vid între două lame metalice din metale diferite. Este descris și potențialul standard de electrod al unui metal (numit prescurtat de autor potențial electrolitic) ca egal numeric cu căldura de neutralizare a ionului său sau echivalent cu afinitatea pentru electron a ionului metalic.
În pilele K cu electrozi metale inerte chimic, menținerea concentrației diferite a electronilor se datorează diferenței energiei de interacție electron-aur, respectiv platină, .
Nicolae Vasilescu Karpen menționează în această carte și unele obiecții care se pot face unor concepte din electrochimie, pe care le consideră cu caracter formalist sau ad-hoc, introduse de Walther Nernst, precum tensiunea de disoluție a metalelor și gazelor, electrodul gazos asociat elementelor chimice gazoase dizolvate în soluții care conțin ioni proprii negativi și care sunt în contact cu contact cu un electrod metalic din metal inert ca platina.
Volumul are și o expunere sintetică a unor considerente legate de abaterile de la principiul al doilea al termodinamicii, constatate de el însuși la dispozitive electrochimice și publicate în articole științifice anterioare. El arată că principiul al II-lea al termodinamicii nu e la fel de evident și clar ca primul principiu al termodinamicii, iar gazul electronic (din metalele electrozi) considerat ca agent de lucru în funcționarea motoarelor termice conform cerințelor principiului al doilea nu participă la procese ciclice biterme, în consecință restricția privind transformarea izotermă a căldurii în alte forme de energie folosind motoare termice nu se aplică la pilele Karpen.
Contribuțiile lui Nicolae Vasilescu Karpen în aceste domenii sunt comentate critic tangențial de fizicianul Cristian Presură în contextul denunțării unei gafe a unui comunicat de presă al Ministerului Cercetării, arătând că savantul vine cu o propunere îndrăzneață împotriva principiului al doilea al termodinamicii, demers similar cu al unui alt fizician cu propuneri îndrăznețe într-un alt domeniu al fizicii teoretice, și anume Niels Bohr.

### Citate
„Renunțarea la noțiuni datorate unor învățați iluștri, noțiuni cu care sîntem obișnuiți, chiar dacă știm că ele nu corespund realității și adoptarea altora conforme cu realitatea, necesită un efort pe care puțini sînt dispuși să-l facă.”—
„ Este vorba deci de o credință, oarecum mistică, în principiul în chestiune, credință împărtășită și azi de aproape unanimitatea fizicienilor care declară imposibilă — fără examinare — orice abatere de la acest principiu.”—